# Черемисин, Евгений Геннадьевич
Евгений Геннадьевич Черемисин (род. 29 февраля 1988 года, Набережные Челны, Татарская АССР) — российский футболист, выступающий на позиции вратаря. Сыграл более 30 матчей в высшей лиге Узбекистана.

## Биография
Воспитанник челнинской футбольной школы «Заря», первый тренер — Геннадий Андреевич Кадыльский. На взрослом уровне начинал играть в составе нижнекамского «Нефтехимика», в 2005 году дебютировал в его составе в матче Кубка России, а в 2006 году — во втором дивизионе. За два сезона в команде из Нижнекамска сыграл 36 матчей в первенствах страны.
В 2008 году перешёл в казанский «Рубин», где так и не смог сыграть ни одного матча за основной состав в чемпионате России. В Кубке страны принял участие в единственном матче — 13 июля 2010 года против астраханского «Волгаря». В 2010 году стал победителем Кубка Содружества. В составе дубля «Рубина» сыграл 39 матчей в первенстве дублёров и пропустил 44 гола, также играл за «Рубин-2» во втором дивизионе. Несколько раз уходил в аренду в клубы первого и второго дивизионов, но нигде не смог стать основным вратарём.
В 2015 году перешёл в ферганский «Нефтчи». Дебютный матч в высшей лиге Узбекистана сыграл 14 марта 2015 года против «Шуртана». В ходе сезона сыграл без замен все 30 матчей и помог своей команде показать лучший результат за последние несколько лет — пятое место. Однако по окончании сезона в чемпионате Узбекистана было запрещено играть иностранным вратарям, поэтому голкипер был вынужден уйти из «Нефтчи». В дальнейшем более года не выступал на профессиональном уровне. В начале 2017 года был на просмотре в белорусской «Ислочи», но безуспешно.